# A Tribute to Linkin Park
A Tribute to Linkin Park – album nagrany przez różnych artystów, dedykowany zespołowi Linkin Park, wydany w 2002 roku.

## Lista utworów
1. "Crawling (Fredcos demon version)" - 4.17
2. "With^you (Sinister Version)" - 3.35
3. "High Voltage (Razed In Black Version)" - 3.48
4. "Runaway (dkay.com version)" - 3.20
5. "My December (Dead Girls Corp. Version)" - 4.23
6. "Papercut Razor Version" - 3.04
7. "Place For My Head (Joolz Version)" - 4.46
8. "One Step Closer (Leather Fire Version)" - 2.36
9. "In The End (Forward To Death Version)" - 4.54
10. "Forgotten (Razed In Black Version)" - 3.23
11. "Pushing Me Away (Dictated Version)" - 4.46
12. "By Myself Fixer Version" - 3.09
13. "Points Of Authority (Dj Chiller Vs Big Ed)" - 3.18